# Wilfrid Hodges
Wilfrid Augustine Hodges (né le 27 mai 1941) est un logicien britannique qui travaille notamment en théorie des modèles et en algèbre universelle.

## Biographie
Hodges étudie de 1959 à 1965 à l'université d'Oxford (au New College) les Literae Humaniores (langues et littérature classiques) et la théologie. En 1970, il obtient son doctorat en logique à Oxford sous la supervision de  John Newsome Crossley (titre de la thèse :  Some Questions on the Structure of Models: a Thesis on the Ehrenfeucht-Mostowski Method of Constructing Models). En 1967/69 il est professeur assistant de philosophie à l'université de Californie à Los Angeles. À partir de 1968, il est lecturer de philosophie et mathématiques au Bedford College de l'Université de Londres ; à partir de 1974, lecturer de mathématiques, à partir de 1981 reader en logique mathématique, toujours  au Bedford College. En 1984 il devient reader à la Queen Mary University of London, où il est ensuite professeur à partir de 1987. En 2006, il  devient professorial fellow  (professeur titulaire) dans son université et, à partir de 2009, professeur émérite. Il a été à plusieurs reprises directeur (deputy head ) du département de mathématiques.
Hodges a été chercheur invité et professeur invité à l'Institut Isaac-Newton de Cambridge, à l'Institut Mittag-Leffler de Stockholm et à l'Université du Colorado à Boulder, et au département de philosophie de l'Université de Californie.

## Travaux
Hodges est auteur de plusieurs manuels de logique, dont un ouvrage standard en anglais sur la théorie des modèles : Model theory, (Encyclopedia of Mathematics), Cambridge University Press, 1993. Hodges a également travaillé en histoire de la logique, traduisant et commentant certains logiciens arabes médiévaux et notamment Ibn Sina (Avicienne). En 2009, il est élu fellow de la British Academy. Il a été président du British Logic Colloquium, de l'Association for Logic, Language and Information et de la division Logic, Methodology and Philosophy of Science de l'Union internationale d'histoire et de philosophie des sciences et de la technologie. Parmi ses doctorants, il y a notamment Alex Wilkie et Anand Pillay.
Hodges est marié à Helen Hodges (professeur de psychiatrie au King's College de Londres) depuis 1965 et a trois enfants (Sally, Gale et Edwin). Après son éméritat, il a déménagé dans le village de Sticklepath à Dartmoor au Devon.

## Publications
Le livre Model Theory a eu un grand sucès malgré son épaisseur (772 pages) ; Hodges a publié un version plus courte (310 pages) intitulée  A Shorter Model Theory qui contient un chapitre supplémentaire, sur les théories stables.
- Wilfrid Hodges, Logic – An Introduction to Elementary Logic, Penguin Books, 1977[2]
- Wilfrid Hodges, Building Models by Games, Cambridge University Press, coll. « London Mathematical Society Student Texts » (no 2), 1985, vi+311 (lire en ligne ) Réimpression avec corrections : Dover Publications  (ISBN 978-0-486-45017-9), vi+311 pages (2006).
- Wilfrid Hodges, Model Theory, Cambridge University Press, coll. « Encyclopedia of Mathematics » (no 42), 1993, xiii+772 (ISBN 0-521-30442-3, lire en ligne )[3] (Réimpression paperback, 2008).
- Wilfrid Hodges, A Shorter Model Theory, Cambridge University Press, 1997, x+310 (ISBN 0-521-58713-1, présentation en ligne)
- Ian Chiswell et Hodges, Wilfrid, Mathematical Logic, Oxford University Press, coll. « Oxford Texts in Logic » (no 3), 2007, viii+250 (ISBN 978-0-19-921562-1 et 978-0-19-857100-1, présentation en ligne)